# Mammillaria meyranii
Mammillaria meyranii ist eine Pflanzenart aus der Gattung Mammillaria in der Familie der Kakteengewächse (Cactaceae). Das Artepitheton meyranii ehrt den mexikanischen Kakteenkenner Jorge Meyrán (* 1918).

## Beschreibung
Mammillaria meyranii wächst meist durch basale Sprossung Gruppen bildend. Die zylindrischen Triebe werden bis zu 55 Zentimeter hoch und 4 bis 5 Zentimeter im Durchmesser groß. Die konischen leicht vierkantigen  Warzen führen wenig Milchsaft. Die Axillen sind zuerst spärlich wollig und später nackt. Die 2 Mitteldornen sind aufwärts und abwärts gerichtet. Sie sind nadelig, gerade, braun mit gelblicher Spitze, später grau werdend und bis zu 1 Zentimeter lang. Die 17 bis 19 Randdornen sind gerade, braun mit heller Spitze später ebenfalls grau werdend und 3 bis 6 Millimeter lang.
Die schmal trichterigen Blüten sind purpurn gefärbt und bis zu 1,8 Zentimeter lang. Die keuligen Früchte sind hell purpurrosa mit grünlichem Hauch. Sie sind bis zu 2 Zentimeter lang und enthalten braune Samen.

## Verbreitung, Systematik und Gefährdung
Mammillaria meyranii ist in den mexikanischen Bundesstaaten Michoacán  und Mexiko verbreitet.
Die Erstbeschreibung erfolgte 1956 durch Helia Bravo Hollis.
In der Roten Liste gefährdeter Arten der IUCN wird die Art als „Data Deficient (DD)“, d. h. mit keinen ausreichenden Daten geführt.

## Nachweise